# Station Villeherviers
Station Villeherviers is een spoorwegstation in de Franse gemeente Villeherviers.